# Reservistenbild

Reservistenbild (von 1910) eines Angehörigen der 6. Kompanie des Infanterie-Regiments „Graf Barfuß“ (4. Westfälisches) Nr. 17 in Mörchingen (heute Morhange) in Lothringen.

Reservistenbilder sind bildliche Darstellungen, die seit dem frühen 19. Jahrhundert, vor allem aber in der Zeit des Deutschen Kaiserreichs, als Andenken an die Zeit des Militärdienstes angefertigt wurden. Dabei handelt es sich teilweise um Druckgrafiken, Fotografien aber auch unter Verwendung von Uniformteilen hergestellte Textil-Arbeiten. Sie zählen zur Gruppe der Reservistika.

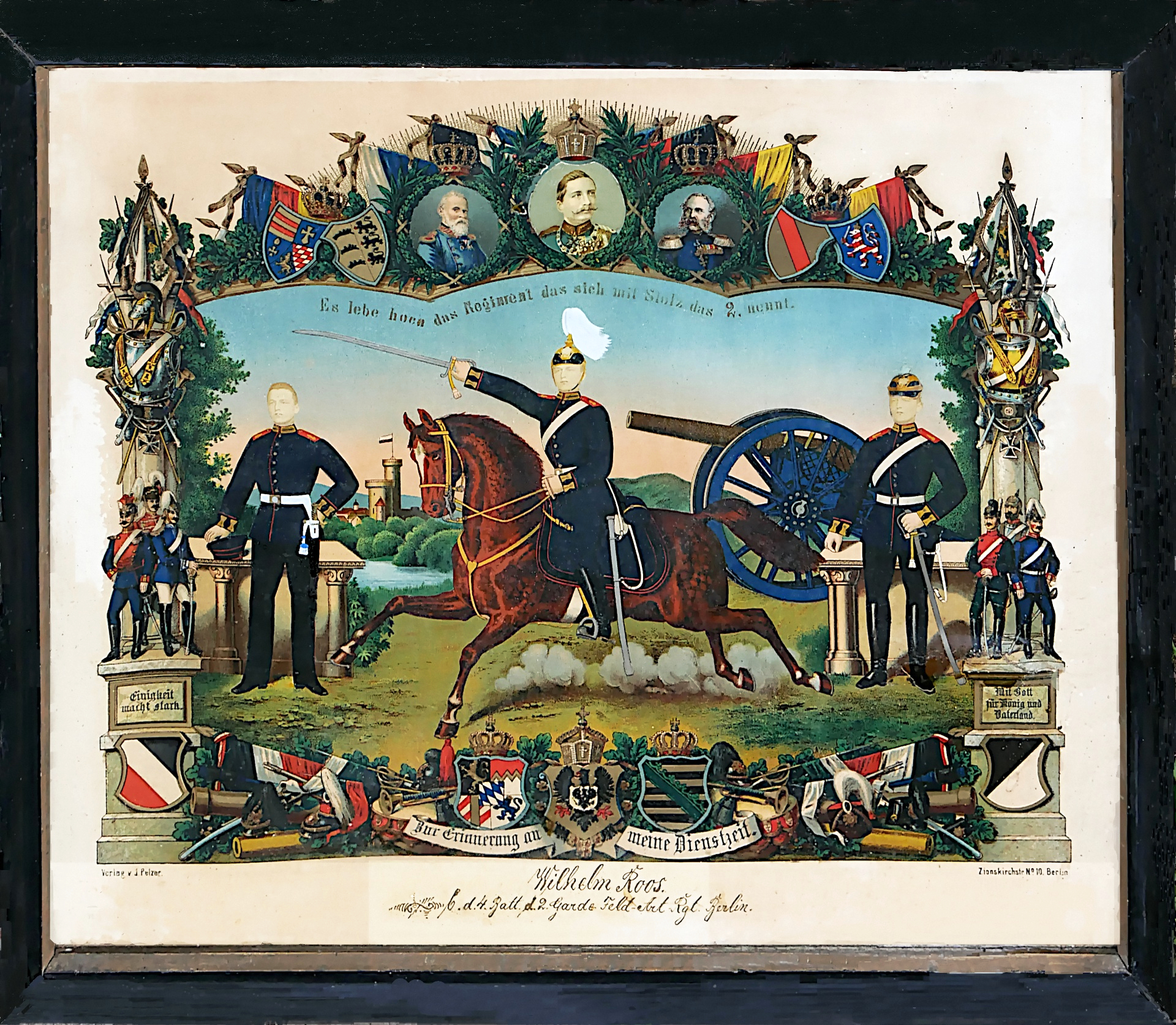
Resevistenbild Wilhelm Roos, 2. Garde-Feldartillerie-Brigade

## Geschichte
Der Wunsch, Erinnerungen an einen geleisteten Militärdienst zu besitzen, entwickelte sich im deutschsprachigen Raum ab der Zeit um 1800. In der Frühphase waren kolorierte Handzeichnungen üblich. Ab den 1860er Jahren konkurrierte die nun billig verfügbare Fotografie mit diesen Abbildungen. In der zweiten Hälfte des 19. Jahrhunderts kam es zur Entwicklung günstiger Druckgrafiken mit immer gleichen Grundmotiven, auf die individuelle Beschriftungen und ausgeschnittene Porträtfotografien der Soldaten eingefügt wurde. Zwischen etwa 1870 und dem Ende des Ersten Weltkrieges erfreuten sich diese klassischen Reservistenbilder – wie andere Reservistika, also Dienstzeiterinnerungen – im Deutschen Kaiserreich aber auch in anderen Staaten allgemein einer großen Beliebtheit. Dabei handelt es sich um Erinnerungsstücke an die Militärdienstzeit, die von Soldaten erworben werden konnten und mit einem gewissen Stolz in der heimischen Wohnung präsentiert wurden. Neben Reservistenkrug oder Reservistenpfeife waren Reservistenbilder die am weitesten verbreitete Form dieser Andenken. Eine häufige Form des Reservistenbildes ist ein farbiger Druck, der einen Soldaten umgeben von Wappen, Bildern regierender Fürsten oder weiterer patriotisch gemeinter Darstellungen zeigt. Dieses im Prinzip austauschbare Bild wurde dann personalisiert, indem man als Gesicht des Soldaten einen entsprechenden Ausschnitt aus einem Foto des Besitzers aufklebte bzw. -druckte. Häufig wurde auch der Name des Besitzers und der Einheit, bei der er seinen Wehrdienst abgeleistet hatte, aufgemalt oder gedruckt. Ebenfalls zu den Reservistenbildern gehören Erinnerungsfotos, die den Soldaten im Kreis seiner Kameraden zeigen. Oft wurden durch Technik der Fotomontage die Angehörigen einer Einheit in einer Landschaft (häufig die Garnisonstadt der betreffenden Einheit oder eines ihrer Wahrzeichen) gruppiert, mitunter ergänzt durch patriotische Sprüche oder Anspielungen auf das Soldatenleben. Die dritte verbreitete Form des Reservistenbildes ist eine Textilarbeit, bei der häufig Uniformteile, getrocknete Blumen und Stickereien um ein Foto des Besitzers in Uniform herum montiert wurden. Nach dem Ende des Ersten Weltkrieges endete die Tradition der Reservistenbilder; in späterer Zeit waren (und sind) eher einfache Fotografien als Andenken an den Militärdienst üblich. Während Reservistenbilder lange Zeit als Kitsch angesehen wurden, sind sie heute beliebte Sammelobjekte. Besonders Reservistenbilder kleiner bzw. elitärer Einheiten (z. B. Flieger oder Kolonialtruppen) können auf dem Antiquitätenmarkt für Militaria hohe Preise erzielen.